# Peucaea cassinii
El gorrión de Cassin o chingolo de Cassin (Peucaea cassinii) es una especie de ave paseriforme de la familia Passerellidae que puebla zonas áridas de Estados Unidos y México. Es un pájaro de hábitos migratorios.
Como los demás miembros de su género y otros relacionados, es de plumaje discreto, con un patrón listado en el dorso con café oscuro y negruzco. La garganta y el vientre son blanquecinos, y en el pecho lleva una franja ante bastante tenue. Aparte de su coloración parda más tenue, es muy parecido al gorrión de Botteri (A. botterii). También se distingue por cantar en el vuelo.
Su distribución en época reproductiva comprende las Grandes Llanuras, desde el estado de Nebraska (Estados Unidos), y algunos estados del norte y noreste de México. En invierno se distribuye desde el norte de México hasta la parte sur del Altiplano Central.
Su hábitat son pastizales y matorrales de clima seco.